# Rudolf Sloup (fotbalista)
Rudolf Sloup (1. srpna 1921 – 10. srpna 1993) byl český fotbalový útočník. Jeho bratr Zdeněk Sloup (1924–2008) a bratranec Karel Sloup (1932–2010) byli také prvoligovými fotbalisty.

## Fotbalová kariéra
Začínal v SK Doudlevce. V československé lize hrál za SK Viktoria Plzeň. Nastoupil ve 221 ligových utkáních a dal 42 gólů. Finalista Českého poháru 1943 a 1944.

## Ligová bilance
| Ročník                                     | Zápasy | Góly | Klub              |
| ------------------------------------------ | ------ | ---- | ----------------- |
| Národní liga 1940/41                       | –      | 3    | SK Viktoria Plzeň |
| Národní liga 1941/42                       | –      | 5    | SK Viktoria Plzeň |
| Národní liga 1943/44                       | –      | 4    | SK Viktoria Plzeň |
| Státní liga 1945/46                        | –      | 4    | SK Viktoria Plzeň |
| Státní liga 1946/47                        | –      | 8    | SK Viktoria Plzeň |
| Státní liga 1947/48                        | –      | 7    | SK Viktoria Plzeň |
| Státní liga 1948                           | –      | 1    | SK Viktoria Plzeň |
| Celostátní československé mistrovství 1949 | –      | 3    | Sokol Škoda Plzeň |
| Celostátní československé mistrovství 1950 | –      | 1    | Sokol Škoda Plzeň |
| Mistrovství československé republiky 1951  | –      | 1    | Sokol Škoda Plzeň |
| Mistrovství československé republiky 1952  | –      | 5    | Sokol ZVIL Plzeň  |
| CELKEM                                     | 221    | 42   |                   |